# NGC 7721
NGC 7721 est une galaxie spirale de grand style située dans la constellation du Verseau. Sa vitesse par rapport au fond diffus cosmologique est de 1 659 ± 25 km/s, ce qui correspond à une distance de Hubble de 24,5 ± 1,8 Mpc (∼79,9 millions d'al). NGC 7721 a été découverte par l'astronome germano-britannique William Herschel en 1785. Elle fut également observée par l'astronome britannique John Herschel en 1828.
La classe de luminosité de NGC 7721 est III et elle présente une large raie HI.
À ce jour, trente-sept mesures non basées sur le décalage vers le rouge (redshift) donnent une distance de 20,803 ± 3,333 Mpc (∼67,9 millions d'al), ce qui est à l'intérieur des valeurs de la distance de Hubble.

## Supernova
La supernova SN 2007le a été découverte dans NGC 7721 le 13 octobre 2007 par l'astronome amateur sud africain Berto Monard, à Pretoria. D'une magnitude apparente de 15,2 au moment de sa découverte, elle était de type Ia.

## Groupe de NGC 7721
NGC 7721 est membre d'un groupe de galaxies qui porte son nom. Selon le site « Un Atlas de l'Univers » de Richard Powell, le groupe de NGC 7721 comprend environ 3 galaxies, soit NGC 7721, MCG -1-60-16 et MCG -1-60-26.